# Distrito Escolar Unificado de Preparatorias de Anaheim
El Distrito Escolar Unificado de Preparatorias de Anaheim (Anaheim Union High School District, AUHSD) es un distrito escolar de California. Tiene su sede en Anaheim. El área del distrito, con una superficie de 46 millas cuadradas, tiene Anaheim, Buena Park, Cypress, La Palma, Orange y Stanton.

## Escuelas

### Escuelas preparatorias
- Anaheim High School
- Western High School
- John F. Kennedy High School
- Katella High School
- Loara High School
- Magnolia High School
- Savanna High School
- Cypress High School

### Escuelas medias
- Ball Junior High School
- Brookhurst Junior High School
- Dale Junior High School
- Lexington Junior High
- Orangeview Junior High School
- South Junior High School
- Sycamore Junior High School
- Walker Junior High School

### Escuela 6-12
- Oxford Academy

## Distritos de escuelas primarias en el área de este distrito
- Distrito Escolar de la Ciudad de Anaheim
- Distrito Escolar de Magnolia[4]